# دهه ۲۴۰ (پیش از میلاد)

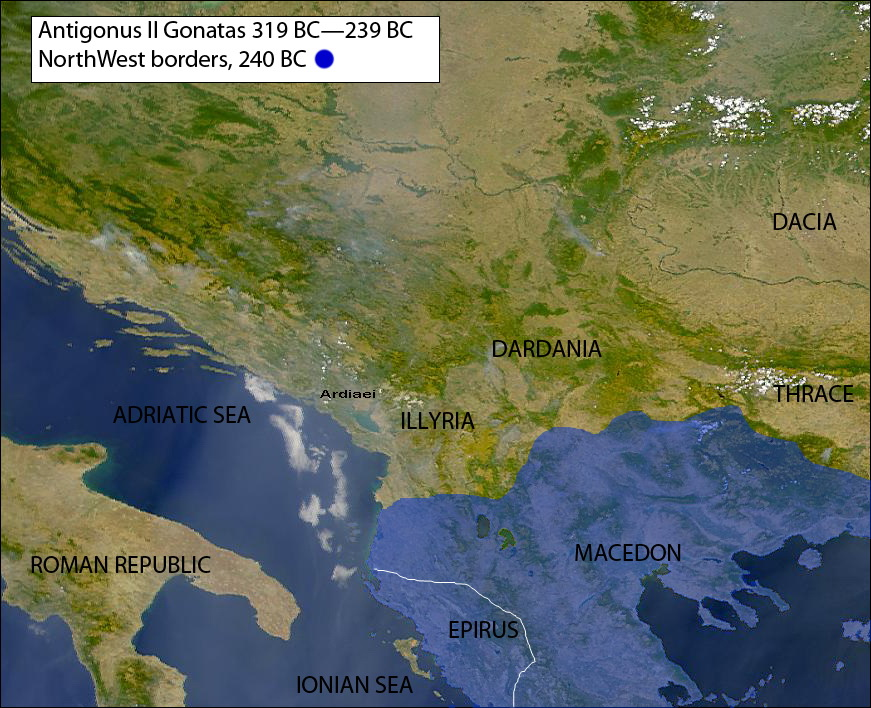
حکومت ها در ۲۴۰ سال قبل از میلاد مسیح

دهه ۲۴۰ (پیش از میلاد) ۲۴مین دهه قبل از مبدا شروع تقویم میلادی است.